# Austin M. Brues
Austin Moore Brues (Milwaukee, 25 de abril de 1906-Hinsdale, 27 de febrero de 1991) fue un pionero estadounidense de la radiobiología.

## Biografía
Nació el 25 de abril de 1906 en Milwaukee, Wisconsin y se educó en la Roxbury Latin School en Boston, Massachusetts. Asistió a la Universidad de Harvard y se graduó con una licenciatura en 1926. Luego estudió en la Escuela de Medicina Harvard y se licenció en medicina en 1930. Ese mismo año se casó con Mildred Carter y comenzó a trabajar como profesor asistente en Harvard, convirtiéndose en profesor asociado en 1936.
De 1944 a 1946, fue biólogo principal en el Laboratorio Metalúrgico de Chicago, parte del Proyecto Manhattan para desarrollar la bomba atómica. En 1945 firmó la petición de Szilárd, pidiendo al presidente Truman que hiciera públicos los términos completos de la rendición de Japón antes de lanzar la bomba atómica.
En 1945, también se convirtió en profesor de medicina en la Universidad de Chicago, cargo que ocupó hasta su jubilación en 1979, cuando fue nombrado profesor emérito. En 1946, se convirtió en miembro de la Comisión de Víctimas de la Bomba Atómica que estudiaba los efectos de la radiación en los supervivientes de los bombardeos de Hiroshima y Nagasaki. Desde 1946 hasta 1971, fue el biólogo principal del Laboratorio Nacional Argonne. Así mismo fue presidente de la Sociedad de Investigación sobre Radiación entre 1955 y 1956.
Falleció el 27 de febrero de 1991 en su casa de Hinsdale, Illinois, a causa de la enfermedad de Alzheimer.